# 이부영 (가수)
이부영은 대한민국의 가수, 배우, 기업인이다.

## 학력
- 호남대학교 산업경영대학원 경영학과 석사
- 호남대학교 경영학과 졸업

## 경력
- ETN연예티비방송 회장
- GMTV 회장
- GMTV 프로덕션 회장
- DBC대한방송제작미디어 회장
- (전)JBC전북방송 회장

## 수상
- 2021년 Silver i-TV 베스트 차트50 인기스타상
- 2018년 대한민국예술문화스타조직위원회 문화공로대상
- 2017년 제23회 한국연예예술인총연합회 연예예술발전 공로상
- 2017년 제3회 대한민국 예술문화 스타대상 성인가요 MC 대상
- 2016년 K-trot 세계로 특별가요발전 공로 가수상
- 2015년 한국연예예술인총연합회 가요발전공로대상
- 2009년 국세청장 표창장
- 2008년 정보통신부장관 표창

## 데뷔
- 2009년 1집 앨범 "내 사랑 반쪽"

## 음반
- 2024년 산다는게 좋다
- 2023년 그런사랑 해봐요
- 2023년 어찌알겠소
- 2022년 당신만 몰라
- 2019년 못 난 내가
- 2013년 왕년에
- 2011년 더 더 더
- 2009년 내 사랑 반쪽

## 드라마
- 2010년 : SBS 플러스 일요시트콤 《이글이글》 ... 골프장 클럽하우스 주방장 역
- 2011년 : SBS 플러스 리얼시트콤 《오마이갓》 ... 이상무 역
- 2011년~2012년 : KBS2 주말연속극 《오작교 형제들》 ... 동부경찰서 교통과 형사 역
- 2011년 : KBS2 《부부클리닉 사랑과 전쟁》
- 2012년 : SBS 드라마 스페셜 《부탁해요 캡틴》 ... 평범한 회사원 역
- 2015년 : SBS 주말극장 《떴다! 패밀리》 ... 사기 부동산 이사장 역
- 2018년 : SBS 드라마 스페셜 《리턴》 ... 진현배 역
- 2018년 : SBS 드라마 스페셜 《황후의 품격》 ... 한 팀장 역
- 2021년 : SBS 금요드라마 《펜트하우스 3》 ... 농촌회장 역(특별출연)
- 2023년 : SBS 금토드라마 《7인의 탈출》... 황동혁 역
- 2024년 : SBS 금토드라마 《7인의 부활》... 황동혁 역

## 예능/교양
- 2009년~ 현재 : 전국가요대행진 MC
- 2021년 ~ 2022년 : SBS Biz 《당신을 웃게할 건강정보 스마일》 패널
- 2018년 : KBS1 《TV쇼 진품명품》 1123회 패널
- 2015년 : JTBC노래자랑 MC
- 2014년 : KBS2 《가족의 품격 풀하우스》
- 2013년 : MBN 《황금알》
- 2013년 : 채널A 《웰컴투돈월드》
- 2012년 : MBC 《생방송 월화수목》 리포터
- 2009년 ~2010년 : SBS 《스타킹》

## 영화
- 2013년 : 《캐치미》 경찰청장역